# William James Mayo

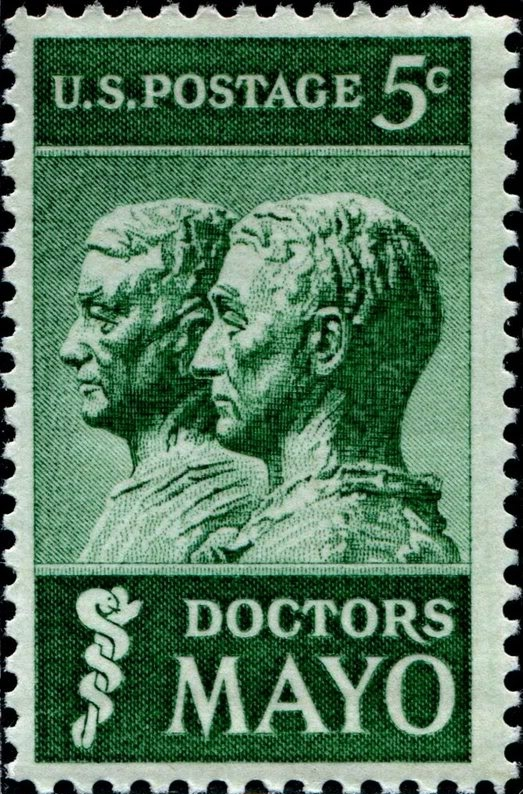
Znaczek pocztowy z wizerunkami braci Mayo

William James Mayo (ur. 29 czerwca 1861, zm. 28 lipca 1939) – amerykański lekarz chirurg. 
W 1889 założył razem ze swoim bratem Charlesem Horacem szpital w miejscowości Rochester w stanie Minnesota. W 1903 szpital został przekształcony w Mayo Clinic. W 1917 powołali do życia Mayo Foundation for Medical Education and Research. William James Mayo zajmował się głównie chirurgią jamy brzusznej, szczególnie kamicą nerkową, nowotworami złośliwymi i chorobami jelit.